# Marga López
Marga López (San Miguel de Tucumán, Argentína, 1924. június 21. – Mexikóváros, 2005. július 4.) argentin származású mexikói színésznő. 
Magyarországon az alábbi sorozatokból ismert: Nazarín (1959), Titkok és szerelmek (1998–1999), Villa Acapulco (2000) és Az ősforrás (2001)

## Élete
Szülei Pedro López Sánchez és Dolores Ramos Nava. Hat testvére volt: Juan, Miguel, Dolores, Pedro, María és Manuel. A show világába már fiatalon bekapcsolódott, hiszen testvéreivel a Los Hermanitos López néven váltak ismertté. A család 1936-ban költözött Mexikóba. Itt találkozott Carlos Amador filmrendezővel, akivel kétszer, 1941-ben és 1961-ben kötött házasságot. Két gyermekük született: Carlos és Manuel. 
1964-ben házasságot kötött Arturo de Córdova filmszínésszel, akit 1973-ban bekövetkezett halála miatt veszített el. Színésznőként több mint nyolcvan filmben és több televíziós sorozatban szerepelt. Egészségi állapota 2004-ben rohamosan romlani kezdett. A dohányzásról nem sikerült leszoknia és 2005. április 19-én szívrohamot kapott. Hosszas lábadozás után 2005. július 4-én a már 81. esztendős színésznőnél váratlanul végzetes aritmia lépett fel.

## Filmográfia
- El hijo desobediente (1945) … Mesera del Cabaret
- Mamá Inés (1945) … Lucía Prados
- Las colegialas (1945) … Cándida
- Con la música por dentro (1947)
- Vuelven los García (1947) … Lupita
- Los tres García (1947) … Lupita
- Soledad (1947) … Evangelina
- Mi esposa busca novio (1947) … feleség
- Cartas marcadas (1948) … Victoria
- El último chinaco (1948)
- Dueña y señora (1948) … Isabel
- Arriba el norte (1948)  … Irene
- Salón México (1949) … Mercedes Gómez
- Medianoche (1949) … Rosita
- La Panchita (1949) … Panchita
- Un milagro de amor (1949) … Rosita
- Callejera (1949) … Clara
- Amor con amor se paga (1949) … Valentina Méndez
- La dama del alba (1950)
- Arrabalera (1950) … Rosita
- Azahares para tu boda (1950) … Felicia
- Una mujer sin destino (1950) … Soledad
- Muchachas de uniforme (1950) … Lucila
- Arrabalera (1951)
- Negro es mi color (1951)
- La mujer sin lágrimas (1951)
- Tres hombres en mi vida (1951) … Carmen
- Mi esposa y la otra (1951)
- Un rincón cerca del cielo (1952) … Marga
- Ahora soy rico (1952) … Marga
- La mentira (1952) … Verónica Castillo Blanco
- Eugenia Grandet (1952) … Eugenia Grandet
- Un divorcio (1952)
- Mi adorada Clementina (1953) … Clementina abuela/Clementina nieta
- Orquídeas para mi esposa (1953) … Elena
- Casa de muñecas (1953) … Nora
- La entrega (1954)
- De carne somos (1954) … Linda
- Amor en cuatro tiempos (1954) … Marga
- Una mujer en la calle (1955) … Lucero/Alicia
- Después de la tormenta (1955) … Rosa Rivero
- Del brazo y por la calle (1956)
- La tercera palabra (1956) … Margarita Luján
- Feliz año amor mío (1957)
- La ciudad de los niños (1957) … Luisa
- La torre de marfil (1957) … Juliana
- Mi esposa me comprende (1957) … Luisa
- El diario de mi madre (1957) … Merida Valdes
- Tu hijo debe nacer (1958)
- Bajo el cielo de México (1958) … Marta
- Nazarín (1958) .... Beatriz
- Cuentan de una mujer (1959) … Patricia
- Mi madre es culpable (1959) … Consuelo Moreno de Manterola
- ¿Dónde vas triste de ti? (1960)
- Navidades en junio (1960)
- Sueños de mujer (1960)
- Melocotón en almíbar (1960)
- El hombre de la isla (1961)
- Atrás de las nubes (1961) … Eloísa Reina
- Las momias de Guanajuato (1962)
- La edad de la inocencia (1962) … Lisa
- Cri Cri el grillito cantor (1963) … Margarita
- La sombra de los hijos (1963) … Soledad
- El pecador (1964) … Olga
- Los fantasmas burlones (1964) … Berta Sandoval
- Diablos en el cielo (1964) … Laura
- Cuando acaba la noche (1964) … Lina
- El amor no es pecado (1964) … María
- Tiempo de morir (1965) … Mariana Sampedro
- ¿Qué haremos con papá? (1965) … Ramona
- Los perversos (1965) … Marta
- Juventud sin ley (1965) .... Elisa Durán
- Hasta el viento tiene miedo (1967) … Bernarda
- Corona de lágrimas (1968)
- El libro de piedra (1968) … Julia Septién
- El día de las madres (1968) … Rosario
- Cynthia (1968)
- La muñeca perversa (1969) … Elena
- La agonía de ser madre (1969) … Ana
- Concierto de almas (1969) … Magda
- Rosario (1970) … Rosario del Carmen Trejo de Rosell
- El profe (1970)
- Doña Macabra (1971)
- Las máscaras (1971)
- El juramento (1974)
- Ven conmigo (1975)
- México de mis amores (1977) … önmaga
- Añoranza (1979)
- Caminemos (1980) … Aurora
- Yo soy el asesino (1983) … Vicenta
- La cárcel de Laredo (1983) … Garza felesége
- Alondra (1995) … Leticia
- Lazos de amor (1996) … Mercedes de Iturbe
- Reclusorio (1997)
- Titkok és szerelmek (El privilegio de amar) (1998) … Ana Joaquina
- Carita de ángel (2000) … Madre General Asunción de la Luz
- Villa Acapulco (La casa en la playa) (2000) … Serena Rivas
- Aventuras en el tiempo (2001) … Urraca Valdepeña
- Az ősforrás (El Manantial) (2001) … Madre Superiora
- Entre el amor y el odio (2002)  … Josefa
- Bajo la misma piel (2003–2004) … Esther